# Roxana Díaz Burgos
Roxana Díaz Burgos (Caracas, 20 de fevereiro de 1972) é uma atriz de televisão venezuelana.

## Filmografia

### Telenovelas
- Dulce amargo

### Séries de TV
- Pobre millonaria (2007-2008)
- Doctor G y las mujeres (2007)
- Por todo lo alto (2006)
- ¡Qué Buena se puso Lola!(2004)
- Juana la Virgen (2002)
- Carissima (2001)
- Mis Tres hermanas (2000)
- Cuando Hay Pasion (1999)
- Aunque me Cueste la Vida (1998)
- La Llaman Mariamor (1996)
- Angeles y arcangeles (1995)
- La Hija del Presidente (1994)
- Sirena (1993)

### Filmes
- La Señora de Cárdenas (2003)